# Podšpilje
Podšpilje je naziv za skupinu sela koja se nalaze na jugozapadnom dijelu otoka Visa, podno najvišeg otočkog vrha Hum (587 m). Upravno pripadaju Gradu Komiži, od kojeg su udaljena desetak kilometara. 
Naziv Podšpilje koristi se i za središnje selo tog područja u kojem se nalaze crkva, dom kulture, mjesni odbor, pošta, škola (danas bez učenika) i vinarija. 
Ostala sela i zaseoci koji čine Podšpilje su :
- Borovik,
- Duboka,
- Podhumlje i
- Žena Glava.

Ponekad im se pribraja i susjedno Dračevo Polje s istoimenim selom, koje se upravno nalazi u sastavu Grada Visa. 
Rjeđe se za čitav prostor koriste nazivi Gornje Polje ili Komiško Polje, da bi ih se razlikovalo od sela koja pripadaju Gradu Visu.
U Podšpilju je djelovao nogometni klub Istok.
Prema Popisu stanovništva iz 2001. godine, na prostoru Podšpilja je živjelo svega 129 stanovnika, od kojih je većina starija od 65 godina. Prije Drugog svjetskog rata tu je živjelo više od 700 stanovnika, koji su se bavili uglavnom vinogradarstvom i maslinarstvom. Iako se već tada stanovništvo iseljavalo (ponajviše u Sjevernu Ameriku i Australiju), do pravog egzodusa došlo je 1960-ih godina. Tada se gotovo čitavo radno sposobno stanovništvo koje nije moglo naći posao na otoku pretvorenom u vojnu bazu, odselilo u Split. Manji dio njih se nakon propasti splitske industrije 1990-ih vratio u svoja mjesta, u kojima se počeo razvijati seoski turizam.
Čitavo Podšpilje, iako malo površinom i neznatno brojem stanovnika, odlikuje se bogatim kulturno-povijesnim nasljeđem. Tu se, osim samih sela koja su sačuvala autohtonu pučku arhitekturu,  nalaze ostaci ilirskih gomila (Kopacine), mletačka utvrđenja (Borovik i Zonkotova kula), obnovljeni plemićki posjed Petrićovo, te najviši viški vrh Hum (Sveti Duh) s kojeg se vidi čitavo područje Srednje Dalmacije. 
Neposredno ispod Huma je znamenita Titova špilja (stariji naziv Duhova špilja), gdje je 1944. godine bio vrhovni stožer partizanske vojske i sjedište Titove vlasti.

## Stanovništvo
| broj stanovnika |       |       | 49    | 51    | 16    | 21    |       | 64    | 109   | 112   | 100   | 43    | 56    | 42    | 14    | 11    | 10    |
|                 | 1857. | 1869. | 1880. | 1890. | 1900. | 1910. | 1921. | 1931. | 1948. | 1953. | 1961. | 1971. | 1981. | 1991. | 2001. | 2011. | 2021. |